# كرفت (تشيشير)
كرفت (بالإنجليزية: Croft, Cheshire)‏ هي أبرشية مدنية تقع في المملكة المتحدة في إنجلترا.  يقدر عدد سكانها بـ 2,920 نسمة .